# Aghamore (comté de Mayo)
 (mars 2021).
Si vous disposez d'ouvrages ou d'articles de référence ou si vous connaissez des sites web de qualité traitant du thème abordé ici, merci de compléter l'article en donnant les références utiles à sa vérifiabilité et en les liant à la section « Notes et références ».
Aghamore dit aussi Aughamore (en irlandais : Achadh Mór, grand champ) est un village et une paroisse à l'est du comté de Mayo, en Irlande.

## Sports
La paroisse héberge l'Aghamore GFC (un club de football gaélique) et le Tooreen Hurling Club.